# Pli palmaire transverse unique
 Mise en garde médicale
Dans l'espèce humaine, le pli palmaire transverse (ou transversal) unique, souvent abrégé en PPTU, est un pli unique qui s'étend sur toute la largeur de la face interne de la main, par fusion des deux plis palmaires (en). Cette anomalie physique mineure est parfois le signe d'une condition génétique handicapante, communément la trisomie 21 (dont 45% des personnes porteuses l'ont selon une estimation), mais la majorité des cas ne s'y relient pas et beaucoup de gens avec ces conditions génétiques ont des plis palmaires ordinaires. Environ 1,5 à 3% de la population générale serait concernée, il existerait des différences ethniques qui rendraient la particularité plus fréquente (quoique minoritaire) chez les personnes d'origine est-asiatique et amérindienne. D'autre part, cela peut signifier une exposition prénatale à l'alcool ou une anomalie chromosomique dont la trisomie 18, la trisomie 13, le syndrome de Noonan, le syndrome de Klinefelter, le syndrome du cri du chat, le syndrome de l'X fragile et de nombreuses autres. L'expression pli simien a été beaucoup employée pour désigner cette singularité mais cela est très fortement déconseillé en raison de la connotation déshumanisante de l'adjectif.